# Wojciechowice (gmina)
Pour les articles homonymes, voir Wojciechowice.
La gmina de Wojciechowice est une commune rurale de la voïvodie de Sainte-Croix et du powiat d'Opatów. Elle s'étend sur 86,37 km2 et comptait 4 481 habitants en 2006. Son siège est le village de Wojciechowice qui se situe à environ 13 kilomètres à l'est d'Opatów et à 69 kilomètres à l'est de Kielce.

## Villages
La gmina de Wojciechowice comprend les villages et localités de Bidziny, Drygulec, Gierczyce, Jasice, Kaliszany, Koszyce, Kunice, Łany, Lisów, Łopata, Ługi, Łukawka, Mierzanowice, Mikułowice, Nowa Wieś, Orłowiny, Podgajcze, Podkoszyce, Podlisów, Podłukawka, Sadłowice, Smugi, Stodoły, Stodoły-Kolonie, Wlonice et Wojciechowice.

## Gminy voisines
La gmina de Wojciechowice est voisine des gminy de Ćmielów, Lipnik, Opatów, Ożarów et Wilczyce.